# Veldstraat 4 (Baarn)
Villa Veldstraat 4 is een gemeentelijk monument aan de Veldstraat in Baarn in de provincie Utrecht.
Het huis is bepleisterd met horizontale banden als imitatie-speklagen. De symmetrische voorgevel heeft rechts een erker met balkon erboven. De ingang is links van deze erker.
Tegen de linkergevel is een serre met gekleurde zijlichten gebouwd. De topgevel is gedecoreerd met een waaiervorm.